# なよろ市立天文台きたすばる
なよろ市立天文台（なよろしりつてんもんだい）は日本の北海道名寄市にある天文台（愛称：きたすばる）。

## 概説
前身は高等学校教諭であった木原秀雄が開設した私設天文台であり、1992年に木原氏から名寄市へ寄贈され名寄市立木原天文台として開台。2005年12月より北海道大学と名寄市が研究による相互協定を締結している。2010年4月より、なよろ市立天文台「きたすばる」として開台した。
北海道立サンピラーパーク 星見の丘にある（東経142度28分59秒、北緯44度22分27秒）。北海道大学が設置し、公開天文台としては国内2番目の大きさとなる口径1.6 mの望遠鏡（ピリカ望遠鏡）があるほか、名寄市が設置した望遠鏡やプラネタリウムの設備がある。

## ピリカ望遠鏡
ピリカ望遠鏡は北海道大学大学院理学研究科付属天文台望遠鏡として設置された望遠鏡で、惑星観測を主な目的とした望遠鏡である。研究活動に使用されるほか、一般に公開されており、観測時間外においては、望遠鏡の見学、望遠鏡による観望を実施している。見学・観望が可能な日時は天文台ウェブサイトで公開されている。

### 構造
望遠鏡メーカーは西村製作所である。リッチークレチアン光学系を採用した反射式望遠鏡で、主鏡の有効口径は1600 mm、合成焦点距離は19.2 m (F12.6)、架台は経緯台式である。カセグレン焦点と2つのナスミス焦点を持ち、ナスミス焦点のステージには大型の検出器を搭載することが可能である。カセグレン焦点部には5方向に出力可能な光線切替装置があり、ナスミス焦点と合わせると7台の観測器を同時に搭載でき、複数波長での総合的観測が求められる惑星観測に適した仕様となっている。

### 観測装置
- カセグレン焦点
  - 可視マルチスペクトル撮像装置 MSI (北大)
  - 近赤外中分散エシェル分光器 NICE (東大)
  - オカルティングマスクイメージャ（東北大）※開発中
- ナスミス焦点Ａ
  - 可視撮像分光器NaCS(北大) ※開発中
- ナスミス焦点B
  - 中間赤外フーリエ分光器（東北大）
  - 近赤外高分散エシェル分光器（東北大）※開発中

### 運用
2010年11月にファーストライト、2011年4月後半から本格運用を開始している。土星・木星のスペクトルイメージング観測や、「大学間連携による光・赤外線天文学研究教育拠点ネットワーク構築」事業 として国立7大学および国立天文台と連携、ガンマ線バーストや超新星爆発などの突発天体の観測を実施している。2012年前半は、6月6日に金星の日面通過があるほか、視直径が大きく観測条件が良好なことから、各天文台やESAの金星探査機「ビーナス・エクスプレス」などと協力した金星の共同観測を計画している。

## アクセス
鉄道利用の場合、宗谷本線名寄駅もしくは日進駅を利用、高速道路の場合、道央自動車道士別剣淵ICから国道40号でのアクセスが容易。

## 関連図書
- マンガふるさとの偉人「市井の研究者 木原秀雄」 発行 北海道名寄市 2024年3月 https://www.bgf.or.jp/bgmanga/301/